# Rolf Åkerhielm-Kommer

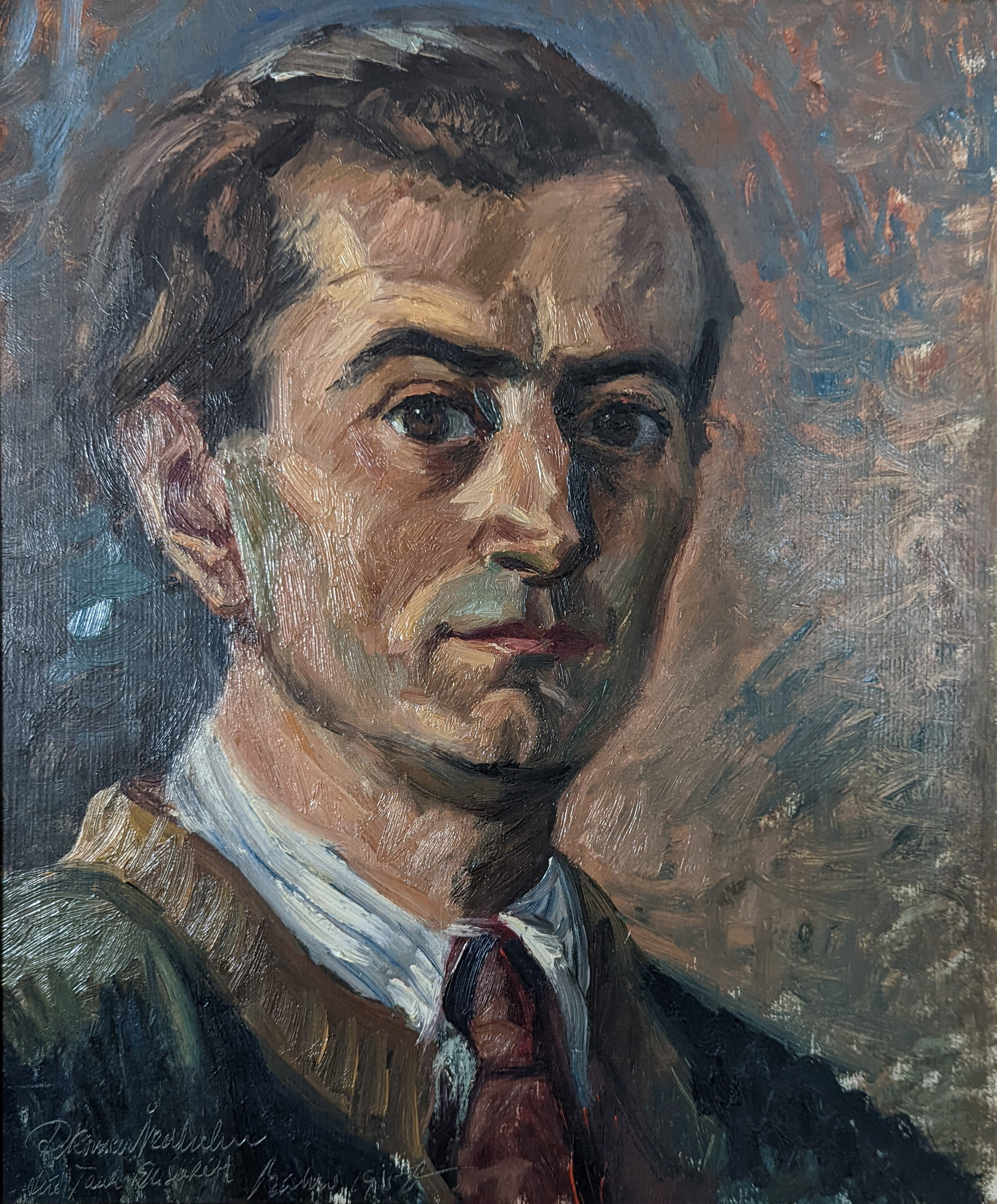
Självporträtt 1950.

Rolf Åkerhielm-Kommer, fullständigt namn Rolf Oskar Louis Åkerhielm af Margrethelund-Kommer, född 27 mars 1910 i Metz i Tyskland (nuvarande Frankrike), död 1991 i Schallstadt i Baden-Württemberg, var en svensktysk målare.
Han var son till den tyske arkitekten Rudolf Friedrich Kommer och friherrinnan Vera Fredrika Åkerhielm af Margrethelund och gift med Eleonore Hofmann. Han utbildade sig till konstnär vid Akademie der Bildenden Künste München och Kunstakademie Düsseldorf och var efter sina studier huvudsakligen verksam i Tyskland. Förutom ett antal separatutställningar i Tyskland ställde han ut separat i Malmö, Lund, Trelleborg och Stockholm och han medverkade i samlingsutställningar med olika konstföreningar i Tyskland. Bland hans offentliga arbeten märks den stora gruppbilden Besuch der Sorbonne in München som är placerades på universitetet i München 1956. Hans konst består av stilleben, landskap och porträtt varav ett flertal målades på svenska beställningar. Han signerade sina arbeten med Rolf Åkerhielm-Kommer.